# Еросі Манджгаладзе
Ерос Манджгаладзе (3 березня 1925, с. Ганірі, Самтредський район, Грузинська РСР, СРСР — 26 січня 1982, Тбілісі, Грузинська РСР, СРСР) — радянський грузинський актор, майстер дубляжу, спортивний коментатор. Народний артист Грузинської РСР (1961).

## Життєпис
Перші спроби як актора були в шестирічному віці, коли він зіграв роль зайчика. Бажання піти стежками акторської професії з'явилося після залучення хлопчика в спектакль Зази Мачабелі, що приїзджав зі своєю постановкою в ті краї.
Після закінчення школи Манджгаладзе подає документи до театрального — спроба виявилася невдалою, але наполегливого юнака зараховують, як вільного слухача. Повторна спроба вступу на акторський факультет 1941 року стала успішною.
З першого ж року навчання Ерос поєднував навчання з дикторською роботою в Державному радіокомітеті Грузії, де повідомляв останні новини з фронту. Згодом, вже в мирний час, він не одноразово був коментатором футбольних матчів, воєнних парадів та ведучим різних заходів, приурочених до дня міста та народних гулянь.
Перша роль в професійній кар'єрі актора була в спектаклі «Міщани» режисера Георгія Товстоганова ще ід час його навчання. Дебютна робота після закінчення акторського факультету — вистава «Глибоке коріння».
Акторський талант Ероса Манджгаладзе дозволяв йому грати різножанрові ролі — від комедійних до трагічних.

## Особисте життя
Актор був одружений Оленою Кіпшидзе, але шлюб швидко розпався і Манджгаладзе до кінця життя мешкав один. Розрадою для митця став пес на ім'я Танго, що був подарований йому в Москві.
Актор не розлучався зі своїм домашнім улюбленцем навіть під час гастролей театру, куди завжди брав його з собою.

## Фільмографія
- «Багаття горять» (1961, Хосро)
- «Ляльки сміються» (1963, Северіан Цевцевадзе, директор фабрики)
- «Вибачте, Вас чекає смерть» (1965, Датіко)
- «Повернення посмішки» (1967, епізод (новела «Хтось спізнюється на автобус»)
- «Як солдат від війська відстав» (1967, священник (озвучив Яків Бєлєнький)
- «Мій друг Нодар» (1967, Савле (дублював Георгій Георгіу)
- «Бабусі і внучата» (1969, зубной лікар (дублював Артем Карапетян)
- «Глечик» (1970, епізод)
- «Намисто для моєї коханої» (1971, Дулдурум, дядько Бахадура)
- «Я і мої сусіди» (1973, сусід сім'ї Гогі)
- «Мелодії Верійського кварталу» (1973, Георг Георков)
- «Викрадення місяця» (1973)
- «Нічний візит» (1974, начальник УВС)
- «Любов, велика сила твоя» (1975, батько Тамунії)
- «Древо бажання» (1976, Еліоз)
- «Термометр» (1976, епізод)
- «Містечко Анара» (1976, Перус Салікашвілі)
- «Кваркваре» (1978)
- «Тифліс — Париж і назад» (1980, генерал Шервашидзе (озвучив Микола Граббе)

## Використані джерела
- За матеріалами статті газети «24 години», випуск № 8(від 13-18 березня 2010 року)(рос.)